# Maria Nicz-Borowiakowa
Maria Łucja Nicz-Borowiakowa est une artiste polonaise, née en 1896 à Varsovie en Pologne, morte en 1944 dans la même ville.

## Biographie
Maria Nicz-Borowiakowa est membre dans les années 1920 du groupe artistique d'avant-garde Blok (pl).

## Liste des œuvres
- Kompozycja, 1924
- Martwa natura[2], 1928